# Vittime dell'Olocausto
| Vittime                                                                | %   | Numero (approssimativo)                                                                       |
| ---------------------------------------------------------------------- | --- | --------------------------------------------------------------------------------------------- |
| Ebrei (Jews)                                                           | 42% | 5 milioni                                                                                     |
| Polacchi, Ucraini e Bielorussi (Ethnic Poles, Ukranians & Belarusians) | 22% | 4,5 / 5 milioni                                                                               |
| Prigionieri di guerra sovietici (Soviet POWs)                          | 20% | 3,5 milioni                                                                                   |
| Politici (Politicals)                                                  | 10% | 1,2 / 1,8 milioni                                                                             |
| Jugoslavi (Jugoslavia)                                                 | 3%  | 330 000 / 360 000 (serbi); 30 000 / 35 000 (sloveni)                                          |
| Rom                                                                    | 1%  | 126 000 / 226 000                                                                             |
| Disabili (Disabled)                                                    | 2%  | 330 000 / 430 000                                                                             |
| Altri (Other)                                                          | 1%  | 3 000 / 9 900 (omosessuali); 1 900 (testimoni di Geova); piccoli gruppi di afro-europei; ecc. |

Le vittime dell'Olocausto sono state tutte quelle persone che vennero uccise a seguito delle misure di persecuzione razziale e politica, di pulizia etnica e di genocidio, messe in atto dal regime nazista del Terzo Reich e dai loro alleati, tra il 1933 e il 1945.
Le principali vittime per numero furono i cittadini ebrei, primo gruppo a essere perseguitato, per il quale si stima tra i 4,5 e i 6 milioni di persone uccise dopo essere state deportate nei campi di concentramento dove vennero sottoposte a lavoro coatto e quindi sterminate. Oltre a queste, la persecuzione riguardò anche tutti coloro come popoli romaní, neri europei, disabili, omosessuali, slavi e dissidenti che, per motivi razziali, politici o religiosi, condivisero la stessa sorte, essendo soggetti a programmi analoghi di sterminio e pulizia etnica o a forme di persecuzione, sfruttamento e lavoro coatto che provocarono la morte di milioni di persone. Analogamente, si definiscono i superstiti dell'Olocausto.

## Numeri e statistiche
Lo United States Holocaust Memorial Museum calcola che circa 15-17 milioni di persone persero la loro vita come risultato diretto dei processi di "arianizzazione" promossi dal regime nazista, tra il 1933 e il 1945:
- Ebrei. Tra le vittime dell'Olocausto vanno annoverati in primo luogo le vittime della Shoah (lo sterminio degli ebrei), che furono circa sei milioni. Per i nazisti la "guerra contro gli ebrei" fu vista sempre come l'obiettivo centrale per il trionfo della "razza ariana", quello la cui soluzione finale fu perseguita con maggior impegno e accanimento.[6]

- Popoli romaní. Altro gruppo destinato a completo sterminio furono i popoli romaní. Nel Porajmos ("grande divoramento") le stime sono incerte purtroppo ma la stima più probabile è tra i 250 mila e 500 mila morti    .[7]

- Disabili. Il terzo gruppo selezionato per completo stermino furono i disabili (ariani compresi), la cui esistenza era vista come una minaccia all'integrità della razza ariana.[8] I programmi di eugenetica implicarono lo sterminio di oltre 250 000 disabili.

- Non-Ariani. Altri gruppi non ariani, soprattutto slavi (russi, serbi, ucraini, polacchi, sloveni), non furono soggetti a programmi di completo sterminio, ma di "riduzione numerica", "pulizia etnica", e sottoposti a forme di sfruttamento coercitivo di lavoro, che provocarono comunque la morte di almeno 7-8 milioni di persone, tra cui circa 3 milioni di prigionieri di guerra sovietici.

- Dissidenti politici. Il nuovo ordine mondiale imponeva obbedienza cieca e l'eliminazione di ogni forma di dissenso. Comunisti, socialisti, massoni, ecc. (e rispettive famiglie) furono oggetto di repressione, rappresaglia, deportazione nei campi di concentramento. Le vittime appartenenti a questa categoria furono almeno un milione e mezzo. Tra di esse furono circa 30 000 i deportati politici italiani[9] e fra i 40 000 e i 50 000 gli Internati Militari Italiani che, dopo l'8 settembre 1943, trovarono la morte nei campi di lavoro e di concentramento nazisti.[10]

- Indesiderabili. Vanno infine considerati i membri di piccole minoranze, che per ragioni varie erano considerati non-assimilabili al nuovo ordine, che imponeva omogeneità di idee e conformità di comportamento. È il caso di omosessuali, dissidenti religiosi, ecc.[11]

- Omosessuali. La loro persecuzione variò dallo scioglimento di organizzazioni omosessuali fino all’internamento nei campi di concentramento.

- Testimoni di Geova.  Il regime nazista scatenò contro i Testimoni di Geova un'intensa persecuzione, molto più accanita di quanto richiedeva la loro consistenza numerica. Per motivi religiosi, i Testimoni rifiutavano di far parte del Fronte del lavoro e di lavorare per esso, tanto meno giuravano lealtà a Hitler come Führer. I nazisti perciò misero al bando la loro organizzazione nell'aprile 1933. Accusati di disobbidienza sia civile che religiosa, i Testimoni di Geova furono tra i primi gruppi ad essere internati nei campi di concentramento. "Alla fine, più di 30 000 Testimoni furono perseguitati dai nazisti" afferma un bollettino dello United States Holocaust Memorial Museum. (https://www.ushmm.org/search/results/?q=Jehovah%27s+Witnesses+)

### Statistiche relative alle vittime della Shoah, paese per paese, e nei luoghi di morte
In termini assoluti il maggior numero di vittime tra la popolazione ebraica si ebbe in Polonia e nei territori dell'Unione Sovietica, e quindi in paesi come Ungheria e Romania. I paesi dove si ebbe il minor numero di vittime in termini assoluti (Albania, Bulgaria, Danimarca e Finlandia) furono anche quelli con le percentuali minori. Colpiscono le percentuali relativamente basse in paesi come Italia e Francia (dove l'antisemitismo è più debole). In Polonia, Lituania, Grecia e Jugoslavia le percentuali delle vittime furono superiori all'80%. Per quanto riguarda l'Unione Sovietica, va ricordato che il conteggio comprende la totalità degli ebrei che vivevano allora nei suoi territori di cui solo una parte fu occupata dai tedeschi con l'Operazione Barbarossa. La quasi totalità degli ebrei che si trovarono sotto il dominio nazista fu uccisa nell'Olocausto, mentre a sopravvivere furono coloro che vivevano nei territori rimasti liberi, che fecero in tempo a rifugiarvisi o che trovarono rifugio da parenti o amici.
Le percentuali di vittime ebraiche paese per paese possono essere così quantificate (i dati sono indicativi per approssimazione e sono misurati in relazione al numero di ebrei che vivevano in un territorio sotto controllo dei nazisti o dei loro alleati al momento dell'inizio della seconda guerra mondiale):
| Paese            | Popolazione ebraica | Vittime   | Percentuale |
| ---------------- | ------------------- | --------- | ----------- |
| Albania          | 200                 | 0?        | 0%          |
| Austria          | 185 000             | 65 500    | 35%         |
| Belgio           | 90 000              | 24 000    | 27%         |
| Cecoslovacchia   | 354 000             | 260 000   | 73%         |
| Bulgaria         | 50 000              | 0?        | 0%          |
| Danimarca        | 7 500               | 100       | 1%          |
| Estonia          | 4 500               | 950       | 21%         |
| Finlandia        | 2 000               | 7         | 0%          |
| Francia          | 300 000             | 74 000    | 24%         |
| Germania         | 237 500             | 165 000   | 69%         |
| Grecia           | 71 500              | 60 000    | 84%         |
| Italia           | 43 000              | 8 000     | 18%         |
| Lettonia         | 93 500              | 70 000    | 75%         |
| Lituania         | 153 000             | 130 000   | 85%         |
| Lussemburgo      | 4 000               | 1 200     | 30%         |
| Norvegia         | 1 800               | 750       | 45%         |
| Paesi Bassi      | 140 000             | 102 000   | 73%         |
| Polonia          | 3 350 000           | 3 000     | 90%         |
| Romania          | 757 000             | 260 000   | 35%         |
| Unione Sovietica | 3 028 500           | 1 340 000 | 44%         |
| Ungheria         | 825 000             | 564 500   | 69%         |
| Jugoslavia       | 82 000              | 67 000    | 81%         |

La maggior parte dei circa sei milioni di vittime della Shoah perirono nei ghetti, nei campi di sterminio e negli eccidi perpetrati in Polonia e nei territori dell'Unione Sovietica sotto l'occupazione nazista, luoghi in cui vivevano o dove furono condotti a morire da tutta Europa:
- Campi di sterminio:
  - Auschwitz-Birkenau = 1 000 000
  - Treblinka = 925 000
  - Bełżec = 435 000
  - Chełmno = 156 000/172 000
  - Sobibór = 167 000
  - Majdanek = 60 000
- Eccidi di massa nei territori della Polonia e dell'Unione Sovietica = 1 500 000
- Ghetti nazisti = 800 000 (di cui 100 000 nel solo ghetto di Varsavia e 45 000 in quello di Łódź)
- Campi di lavoro e concentramento in Germania e Polonia = 150 000
- Campi di concentramento in Jugoslavia = 35 000
- Altri luoghi = 500 000

L'igiene e il cibo erano molto scarsi, quindi la gente moriva di malattia e di fame soprattutto.

## La cronologia e le modalità dello sterminio
Le vittime dell'Olocausto furono membri di gruppi che per motivi "razziali" o politici erano considerati indesiderabili nel nuovo ordine mondiale auspicato dal Terzo Reich. I "non-ariani" (ebrei, popoli romanì, e in misura sia pur diversa le popolazioni slave e africane), al pari degli "indegnamente-ariani" (disabili, omosessuali, "sangue-misti", comunisti), erano visti come un pericolo alla purezza e alla potenza della "razza ariana", destinata al dominio mondiale e ad avere in Europa il suo spazio vitale. Gli "indesiderati" furono soggetti a politiche discriminatorie, tese a isolarli dal resto della popolazione "ariana", rinchiusi in ghetti e campi di concentramento, i loro beni confiscati e "restituiti" allo Stato ariano. Si riteneva che gli abili potessero temporaneamente servire come schiavi attraverso il lavoro coatto, mentre gli "inabili" (bambini, anziani, malati) furono progressivamente sottoposti a programmi di immediata eliminazione attraverso meccanismi sempre più sofisticati di sterminio di massa.

### Gli inizi della repressione politica e razziale
Le prime vittime dell'Olocausto furono oppositori politici imprigionati in Germania nei campi di concentramento fin dall'indomani della presa di potere di Adolf Hitler. Quindi con le leggi razziali la repressione venne a concentrarsi sulla popolazione ebraica tedesca, che fu sottoposta a forma sempre più rigide di discriminazione ed intimidazione. Assieme alle vittime delle violenze del regime va considerato anche lo stillicidio di casi di suicidio, per protesta o disperazione.
Le politiche antiebraiche della Germania nazista ebbero il loro culmine con il pogrom del 9-10 novembre 1938, passato alla storia con il nome di «Notte dei cristalli»; organizzato su impulso principale di Joseph Goebbels e dei funzionari del partito nazista, il pogrom provocò gravi danni materiali. Un rapporto preliminare di Reinhard Heydrich a Hermann Göring parlava di 815 negozi distrutti, 171 case incendiate, 191 sinagoghe bruciate e di 36 ebrei uccisi, e oltre 20 000 deportati: 10 911 a Dachau (provenienti da Germania meridionale e Austria), 9 828 a Buchenwald (Germania centrale), e più di 6 000 a Sachsenhausen (Germania settentrionale). Il numero dei morti fu poi rivisto in 91 dalle stesse autorità naziste, ma è ancora largamente incompleto perché non considera i numerosi suicidi e soprattutto le centinaia di persone che inviate nei campi di concentramento non vi fecero ritorno. Gli storici oggi parlano di oltre 1 400 tra sinagoghe e sale di preghiera incendiate, almeno 7 500 negozi distrutti, migliaia di case devastate e di un totale di vittime ebree che va più realisticamente collocato tra le 1 300 e le 1 500 persone. Da questo momento in poi non è più possibile parlare di vittime occasionali.

### L'invasione della Polonia: le violenze verso gli intellettuali e la nascita dei ghetti
Con l'invasione della Polonia il numero delle vittime crebbe esponenzialmente come frutto degli arresti e delle esecuzioni sommarie con le quali si cercò di intimidire e decapitare l'intellighenzia delle popolazioni sottomesse. Nel corso dell'operazione Tannenberg sette "gruppi operativi speciali" delle SS (Einsatzgruppen) si incaricarono dell'individuazione e soppressione violenta delle "élite" polacche (potenziali oppositori politici e intellettuali in grado di salvaguardare la cultura polacca) e degli ebrei. In questa fase i polacchi furono particolarmente colpiti e circa 39 000 persone furono uccise sommariamente dai tedeschi. La persecuzione anti-ebraica fu meno sistematica, anche se provocò circa 7 000 vittime. Inoltre già alla fine di ottobre 1939 ebbe inizio l'espulsione degli ebrei presenti nei territori annessi al Reich e la loro deportazione nel Governatorato Generale; in un documento del 21 settembre 1939 Reinhard Heydrich, il capo dell'SD e responsabile dell'operazione Tannenberg, delineò le direttive generali della politica antiebraica.
Il primo ghetto a essere ufficialmente costituito fu quello di Łódź il 10 dicembre 1939, seguirono poi Varsavia (2 ottobre 1940), Cracovia (3 marzo 1941), Lublino (24 marzo 1941), Kielce (marzo 1941), Radom (aprile 1941). La vita degli ebrei, in queste aree totalmente isolate e sovraffollate (il ghetto di Varsavia arrivò a contare 400 000 persone, quello di Łódź 200 000), divenne estremamente difficile: la fame e le malattie provocarono tassi di mortalità elevatissimi. Inoltre, gli ebrei dei ghetti vennero sfruttati nel lavoro coatto al servizio dell'apparato produttivo del Reich. Le drammatiche condizioni di vita nei ghetti provocano la morte di almeno 800 000 persone per fame, freddo e malattia.
Nei Balcani si avviò la pulizia etnica della popolazione slava. Nel campo di concentramento di Arbe le condizioni di detenzione provocarono la morte di migliaia di persone. Ancora più tragica era la situazione nel Campo di concentramento di Jasenovac, dove morirono fra i 45 000 e i 52 000 serbi, fra i 12 000 e i 20 000 ebrei, fra i 15 000 e i 20 000 romaní e fra i 5 000 e i 12 000 dissidenti croati.
Il primo gruppo ad essere sottoposto a sistematico sterminio furono i disabili (ariani o meno), vittime dei programmi di eutanasia nazista.

### L'operazione Barbarossa e le squadre della morte
L'inizio dell'Operazione Barbarossa nell'estate 1941 segna un salto di qualità nel dimensioni degli eccidi. Le truppe di invasioni sono seguite da speciali unità tedesche (Einsatzgruppen) che si dedicano a fomentare pogrom e procedono esse stesse all'uccisione dei potenziali nemici del Reich (ebrei e comunisti). Tra il 1941 e il 1942 più di un milione e mezzo di persone sono sterminate (tra cui un milione di ebrei), attraverso pogroms, fucilazioni di massa e gassazione con l'utilizzo di speciali autocarri trasformati in camere a gas, riproponendo su larga scala quanto già sperimentato nello sterminio dei disabili. 
Si procedeva all'inizio all'eliminazione di piccoli gruppi. Alcuni luoghi invece videro lo sterminio sistematico e la sepoltura in fosse comuni di decine e decine di migliaia di persone. Tra di essi i luoghi più tristemente noti furono:
- Babij Jar in Ucraina, ove avvenne l'eccidio della popolazione ebraica di Kiev (100 000 vittime);
- Ponary, in Lituania, dove furono condotti a morire gli ebrei di Vilnius (fra le 70 000 e le 100 000 vittime);
- Bronna Góra in Bielorussia, che servì come luogo di sterminio delle molte comunità della Bielorussia orientale (50 000 vittime);
- Rumbula in Lettonia, luogo designato alla liquidazione della comunità ebraica di Riga (25 000 vittime);
- Gurka Połonka in Ucraina, luogo d'esecuzione degli ebrei del ghetto di Łuck (oggi Lutsk) (25 000 vittime).

Sono le dimensioni stesse degli eccidi a richiedere l'individuazione di luoghi "specializzati", dove si possa procedere nel modo più efficiente possibile all'uccisione e alla sepoltura di migliaia e migliaia di persone. Maly Trostenets è un luogo di eccidio nel quale già compaiono le forme "stabili" di un campo di sterminio.

### L'Operazione Reinhard (1942) e i campi di sterminio
L'8 dicembre 1941 divenne operativo il campo di sterminio di Chełmno, il primo campo ideato con l'unico scopo di uccidere il più rapidamente possibile tutti i deportati.
il 20 gennaio 1942 si tenne a Berlino la cosiddetta Conferenza di Wannsee; Bełżec, Treblinka e Sobibór divennero operativi nel marzo 1942 nell'ambito dell'Operazione Reinhard. Alla camere a gas mobili di Chełmno si sostituirono impianti fissi sempre più ampi ed efficienti. A Bełżec, Sobibór e Treblinka, la gassazione avveniva tramite monossido di carbonio, prodotto da motori. A Majdanek ed Auschwitz-Birkenau infine si giunse all'uso del gas Zyklon B, che permise risultati ancora più rapidi ed efficienti. In questi due campi gli abili erano temporaneamente selezionati per il lavoro coatto, mentre i non-abili (anziani, bambini con le madri, malati) erano immediatamente avviati allo sterminio.
I dati dello sterminio nei campi sono impressionanti: un milione e mezzo furono le vittime ad Auschwitz, circa 900 000 a Treblinka, 600 000 a Belzec, 300 000 a Sobibor, almeno 150 000 a Chełmno, 78 000 a Majdanek.

### Dopo la liberazione
Migliaia di persone continuarono a morire nei giorni e nelle settimane successive alla liberazione dei campi. Si moriva per malattia e per le privazioni subite, ma si moriva anche per episodi di intolleranza e odio (specie antisemita) che continuarono a ripetersi. L'episodio più eclatante fu quello del pogrom di Kielce dove persero la vita 42 ebrei (inclusi donne e bambini) che erano scampati dai campi di sterminio. Le vittime furono falsamente accusate di aver rapito un bambino per usarne il sangue (secondo un antico e famigerato pregiudizio antisemita) e linciate da una folla inferocita (timorosa molto più prosaicamente di dover restituire ai legittimi proprietari i beni di cui si erano impossessati grazie all'Olocausto).

## Vittime famose
Associazioni ebraiche e istituti di ricerca (come lo Yad Vashem a Gerusalemme, lo United States Holocaust Memorial Museum a Washington e, in Italia, il Centro di Documentazione Ebraica Contemporanea) hanno fatto enormi sforzi per dare un nome e un volto a tutte le vittime dell'Olocausto e preservarne la memoria individuale, oltre che la storia collettiva. I loro nomi (anche di quelli italiani) sono oggi reperibili in pubblicazioni specializzate. L'Olocausto ha alterato la demografia di intere regioni, con la pressoché totale scomparsa della presenza ebraica dall'Est europeo. Gli elenchi qui riportati non hanno ovviamente un carattere esaustivo, ma intendono semplicemente fornire un quadro puramente indicativo delle dimensioni dell'Olocausto e dell'impatto che esso ebbe sulla vita politica e socioculturale in Europa.

### Arte
| Nome                   | Nascita / Morte | Nazionalità | Professione           | Luogo di morte   |
| ---------------------- | --------------- | ----------- | --------------------- | ---------------- |
| Menachem Birnbaum      | 1893-1944       | austriaca   | illustratore, artista | Sobibór          |
| Friedl Dicker-Brandeis | 1896–1944       | austriaca   | artista               | Auschwitz        |
| Josef Čapek            | 1887–1945       | ceca        | pittore, scrittore    | Bergen-Belsen    |
| Kadmi Cohen            | 1892-1944       | polacco     | scrittore             | Gleiwitz         |
| Max Jacob              | 1876–1944       | francese    | artista               | Drancy           |
| Ernst Ludwig Kirchner  | 1880–1938       | tedesco     | pittore, scultore     | Davos (suicidio) |
| Felix Nussbaum         | 1904–1944       | austriaca   | pittore               | Auschwitz        |
| Charlotte Salomon      | 1917–1943       | tedesca     | pittrice              | Auschwitz        |

### Cinema, teatro
| Nome          | Nascita / Morte | Nazionalità | Professione     | Causa    | Luogo     |
| ------------- | --------------- | ----------- | --------------- | -------- | --------- |
| Kurt Gerron   | 1897–1944       | tedesca     | attore, regista | ebreo    | Auschwitz |
| Dora Gerson   | 1899–1943       | tedesca     | attrice         | ebrea    | Auschwitz |
| John Gottowt  | 1881–1942       | austriaca   | attore          | ebreo    | Wieliczka |
| Robert Lynen  | 1920–1944       | francese    | attore          | politico | Karlsruhe |
| Fritz Spira   | 1881–1943       | austriaca   | attore          | ebreo    | Ruma      |
| Otto Wallburg | 1899–1944       | tedesca     | attore          | ebreo    | Auschwitz |

### Letteratura
| Nome                    | Nascita / Morte | Nazionalità      | Professione                | Luogo di morte     |
| ----------------------- | --------------- | ---------------- | -------------------------- | ------------------ |
| Anna Frank              | 1929–1945       | tedesca-olandese | scrittrice                 | Bergen-Belsen      |
| Lidia Zamenhof          | 1904–1942       | polacca          | esperantista               | Treblinka          |
| Jura Soyfer             | 1912–1939       | austriaca        | giornalista, scrittore     | Buchenwald         |
| Itzhak Katzenelson      | 1886–1944       | bielorussa       | scrittore                  | Auschwitz          |
| Petr Ginz               | 1928–1944       | ceca             | editore di Vedem           | Auschwitz          |
| Milena Jesenská         | 1896–1944       | ceca             | giornalista                | Ravensbrück        |
| Karel Poláček           | 1892–1944       | ceca             | scrittore                  | Auschwitz          |
| Vladislav Vančura       | 1891–1942       | ceca             | scrittore                  | Praga              |
| Etty Hillesum           | 1914–1943       | olandese         | scrittrice                 | Auschwitz          |
| Robert Desnos           | 1900–1945       | francese         | poeta                      | Theresienstadt     |
| Benjamin Fondane        | 1898–1944       | francese         | poeta                      | Auschwitz          |
| Walter Hasenclever      | 1890–1940       | tedesca          | scrittore                  | (suicidio)         |
| Erich Knauf             | 1895–1944       | tedesca          | giornalista, poeta         | Brandenburg-Görden |
| Erich Mühsam            | 1878–1934       | tedesca          | scrittore                  | Plötzensee         |
| Carl von Ossietzky      | 1889–1938       | tedesca          | giornalista (premio Nobel) | Berlino            |
| Erich Salomon           | 1886–1944       | tedesca          | giornalista, fotografo     | Auschwitz          |
| Miklós Radnóti          | 1909–1944       | ungherese        | poeta                      | Abda               |
| Bruno Schulz            | 1892–1942       | polacca          | scrittore                  | Drohobycz          |
| Selma Meerbaum-Eisinger | 1924–1942       | rumena           | scrittrice                 | Michajlovka        |
| David Vogel             | 1891–1944       | russa            | scrittore                  | Neuengamme         |
| Anton de Kom            | 1898–1945       | surinamese       | scrittore                  | Neuengamme         |
| Irène Némirovsky        | 1903–1942       | ucraina-francese | scrittrice                 | Auschwitz          |

### Musica
| Nome             | Nascita / Morte | Nazionalità | Professione                | Luogo di morte       |
| ---------------- | --------------- | ----------- | -------------------------- | -------------------- |
| Mario Finzi      | 1913–1945       | italiana    | pianista                   | Auschwitz            |
| Pavel Haas       | 1899–1944       | ceca        | compositore                | Auschwitz            |
| Gideon Klein     | 1919–1945       | ceca        | compositore                | Fürstengrube         |
| Hans Krása       | 1899–1944       | ceca        | compositore                | Auschwitz            |
| Joseph Schmidt   | 1904–1942       | ucraina     | cantante lirico            | Gyrenbad (rifugiato) |
| Erwin Schulhoff  | 1894–1942       | ceca        | compositore, pianista jazz | Wülzburg             |
| Leone Sinigaglia | 1868–1944       | italiano    | compositore                | Torino               |
| Viktor Ullmann   | 1898–1944       | ceca        | compositore, pianista      | Auschwitz            |

### Religione, spiritualità, teologia
| Nome                | Nascita / Morte | Nazionalità | Professione                    | Causa      | Luogo       |
| ------------------- | --------------- | ----------- | ------------------------------ | ---------- | ----------- |
| Dietrich Bonhoeffer | 1906–1945       | tedesca     | pastore luterano, teologo      | dissidente | Flossenbürg |
| Nathan Cassuto      | 1909–1945       | italiana    | rabbino                        | ebreo      | Gross Rosen |
| Regina Jonas        | 1902–1944       | tedesca     | rabbino                        | ebrea      | Auschwitz   |
| Maximilian Kolbe    | 1894–1941       | polacca     | religioso cattolico            | dissidente | Auschwitz   |
| Kaj Munk            | 1898–1944       | danese      | pastore protestante, scrittore | dissidente | Hørbylunde  |
| Riccardo Pacifici   | 1904–1943       | italiana    | rabbino                        | ebreo      | Auschwitz   |
| Edith Stein         | 1891–1942       | tedesca     | religiosa cattolica            | ebrea      | Auschwitz   |
| Elchonon Wasserman  | 1875–1941       | lituana     | rabbino                        | ebreo      | Kovno       |
| Menachem Ziemba     | 1883–1943       | polacco     | rabbino                        | ebreo      | Varsavia    |

### Scienza, medicina, psicologia
| Nome                 | Nascita / Morte | Nazionalità | Professione           | Luogo di morte               |
| -------------------- | --------------- | ----------- | --------------------- | ---------------------------- |
| Enrica Calabresi     | 1891–1944       | italiana    | naturalista           | Firenze (suicidio)           |
| Felix Hausdorff      | 1868–1942       | tedesca     | matematico            | Bonn (suicidio)              |
| Friedrich Hartogs    | 1874–1943       | tedesca     | matematico            | Monaco di Baviera (suicidio) |
| Janusz Korczak       | 1878–1942       | polacca     | pediatra, educatore   | Treblinka                    |
| Sally Mayer          | 1889-1944       | tedesca     | medico                | Auschwitz                    |
| Leone Maurizio Padoa | 1881–1944       | italiana    | chimico               | Auschwitz                    |
| Ciro Ravenna         | 1878–1944       | italiana    | chimico               | Auschwitz                    |
| Juliusz Schauder     | 1899–1943       | polacca     | matematico            | Leopoli                      |
| Sabina Spielrein     | 1885–1942       | russa       | medico, psicoanalista | Zmievskaya Balka             |
| Stefania Wilczyńska  | 1886–1942       | polacca     | educatrice            | Treblinka                    |

### Scienze umane, economia, studi classici
| Nome                 | Nascita / Morte | Nazionalità | Professione               | Luogo di morte          |
| -------------------- | --------------- | ----------- | ------------------------- | ----------------------- |
| Walter Benjamin      | 1892–1940       | tedesco     | filosofo                  | Portbou (suicidio)      |
| Marc Bloch           | 1886–1944       | francese    | storico                   | Saint-Didier-de-Formans |
| Riccardo Dalla Volta | 1862–1944       | italiana    | economista                | Auschwitz               |
| Simon Dubnow         | 1860–1941       | bielorussa  | storico                   | Riga                    |
| Valentin Feldman     | 1909–1942       | francese    | filosofo                  | Suresnes                |
| Renzo Fubini         | 1904–1944       | italiana    | economista                | Auschwitz               |
| Mildred Harnack      | 1902–1943       | americana   | critica letteraria        | Berlino                 |
| Avgust Pirjevec      | 1887–1944       | slovena     | storico della letteratura | Mauthausen              |
| Georges Politzer     | 1902–1942       | francese    | filosofo                  | Suresnes                |
| Elise Richter        | 1865–1943       | austriaca   | filologo                  |                         |
| Mario Segre          | 1904–1944       | italiana    | epigrafista               | Auschwitz               |
| Boris Vildé          | 1908–1942       | francese    | etnografo                 |                         |

### Sport
| Nome                | Nascita / Morte | Nazionalità | Professione                             | Luogo di morte           |
| ------------------- | --------------- | ----------- | --------------------------------------- | ------------------------ |
| Estella Agsteribbe  | 1909–1943       | olandese    | ginnasta (oro olimpico)                 | Auschwitz                |
| Leone Efrati        | 1915–1944       | italiana    | pugile                                  | Auschwitz                |
| Otto Fischer        | 1901–1941       | austriaca   | calciatore, allenatore (Napoli)         | Liepāja                  |
| Alfred Flatow       | 1869–1942       | tedesca     | ginnasta (oro olimpico)                 | Theresienstadt           |
| Gustav Flatow       | 1875–1945       | tedesca     | ginnasta (oro olimpico)                 | Theresienstadt           |
| Oszkár Gerde        | 1883–1944       | Hungarian   | schermidore (oro olimpico)              | Mauthausen               |
| Lilli Henoch        | 1899–1942       | tedesca     | atleta                                  | Riga                     |
| Otto Herschmann     | 1877–1942       | austriaca   | schermidore, nuotatore                  | Izbica                   |
| Raffaele Jaffe      | 1877–1944       | italiana    | presidente Football Club Casale         | Auschwitz                |
| Gerrit Kleerekoper  | 1897–1943       | olandese    | allenatore ginnastica                   | Sobibór                  |
| Janusz Kusociński   | 1907–1940       | polacco     | mezzofondista (oro olimpico)            | Palmiry                  |
| Helena Nordheim     | 1903–1943       | olandese    | ginnasta (oro olimpico)                 | Sobibór                  |
| Attila Petschauer   | 1904–1943       | ungherese   | schermidore (oro olimpico)              | Davidovka                |
| Dawid Przepiórka    | 1880–1940       | polacca     | scacchista                              | Varsavia                 |
| Werner Seelenbinder | 1904–1944       | tedesca     | lottatore                               | Brandenburg an der Havel |
| Leon Sperling       | 1900–1941       | polacca     | calciatore                              | Leopoli                  |
| András Székely      | 1909–1943       | ungherese   | nuotatore                               | Chernihiv                |
| Johann Trollmann    | 1907–1943       | tedesco     | pugile                                  | Neuengamme               |
| Árpád Weisz         | 1896–1944       | ungherese   | calciatore, allenatore (Inter, Bologna) | Auschwitz                |